# Teby (gmina)
Teby (gr. Δήμος Θηβαίων, Dimos Tiweon) – gmina w Grecji, w administracji zdecentralizowanej Tesalia-Grecja Środkowa, w regionie Grecja Środkowa, w jednostce regionalnej Beocja. W 2011 roku liczyła 36 477 mieszkańców. Powstała 1 stycznia 2011 roku w wyniku połączenia dotychczasowych gmin: Teby, Tiswi, Wajia i Plateje. Siedzibą gminy są Teby.